# The Burning (film)
The Burning is een Amerikaanse slasher-film uit 1981, geregisseerd door Tony Maylam. De film gaat over een groep tieners die op zomerkamp opgejaagd worden door een verminkte moordenaar met een snoeischaar. De film had een budget van zo'n anderhalf miljoen dollar. Harvey Weinstein, die later de succesvolle filmmaatschappij The Weinstein Company op zou richten, was producer van de film en schreef daarnaast ook aan het verhaal. De special-effects werden verzorgd door Tom Savini, die dat eerder deed in onder meer Dawn of the Dead, Friday the 13th en Maniac.

## Verhaal
In 1976 haalden een groepje jongeren een grap uit met de chagrijnige kampleider 'Cropsy'. Ze slopen 's nachts zijn kamer binnen en legden brandende nepschedel naast hem neer. Wanneer Cropsy uit zijn slaap ontwaakt schrikt hij zo van de schedel dat hij de schedel per ongeluk van het kastje afslaat, waarna de brandende schedel op het bed beland. Cropsy trapt per ongeluk een gasfles omver wanneer hij wil vluchten waardoor al snel de hele hut in brand staat. Terwijl de jongens in angst toekijken rent Cropsy brandend de hut uit waarna hij uitglijdt en een rivier in valt.
Vijf jaar later wordt Cropsy uit het ziekenhuis ontslagen. Uit pure woede vermoord hij een prostituee met een schaar. Daarna vertrekt Cropsy naar het zomerkamp waar momenteel een groep jongeren kamperen. Al snel zien ze meerdere onbemande kano's op het meer drijven. De dag ervoor waren meerdere kampeerders in de kano's het meer op gegaan. De jongeren maken een vlot om zo de kano's binnen te halen. Wanneer ze een kano benaderen springt Cropsy uit de kano omhoog waarna hij de jongeren op het vlot met een snoeischaar op brute wijze afslacht. 's Avonds hebben liefdespaar Sally en Glazer een romantisch plekje gevonden om de liefde te bedrijven. Wat ze niet weten is dat Alfred, een vreemde kampeerder, toekijkt. Wanneer Glazer wat hout aan het halen is voor het kampvuur wordt Sally vermoord door Cropsy. Dit alles wordt gezien door de glurende Alfred. Wanneer Glazer terugkeert wordt ook hij vermoord.
Alfred rent terug naar de anderen en verteld Todd over wat hij heeft gezien. Todd is sceptisch maar volgt Alfred wel naar de plek waar de twee zijn vermoord. Todd wordt vervolgens aangevallen en blijft bewusteloos achter terwijl Cropsy de Alfred achtervolgd. Cropsy achtervolgd Alfred naar een verlaten mijn, waar hij Alfred met zijn snoeischaar vervolgens aan de muur nagelt. Todd, die inmiddels weer bij bewustzijn is, komt ook aan bij de mijn waar hij wordt aangevallen door Cropsy. Dan pas ziet Todd het verminkte gezicht van Cropsy en herinnert hij zich de 'grap' die hij jaren geleden had uitgehaald. Alfred weet zichzelf te bevrijden en steekt Cropsy in zijn rug met de snoeischaar. Terwijl Todd en Alfred zich naar de uitgang van de mijn bevinden valt Cropsy hen opnieuw aan waarna Todd hem met een bijl in het gezicht slaat. Ze steken vervolgens het lichaam van Cropsy in brand en verlaten de mijn.

## Rolverdeling
| Acteur           | Personage |
| ---------------- | --------- |
| Brian Matthews   | Todd      |
| Leah Ayres       | Michelle  |
| Brian Backer     | Alfred    |
| Larry Joshua     | Glazer    |
| Jason Alexander  | Dave      |
| Ned Eisenberg    | Eddy      |
| Carrick Glenn    | Sally     |
| Carolyn Houlihan | Karen     |
| Fisher Stevens   | Woodstock |
| Lou David        | Cropsy    |
| Shelley Bruce    | Tiger     |
| Sarah Chodoff    | Barbara   |
| Bonnie Deroski   | Marnie    |
| Holly Hunter     | Sophie    |

## Achtergrond

### Ontwikkeling
Harvey Weinstein had de droom om door te breken in de filmwereld. Weinstein en executive producer Michael Cohl waren geïnspireerd geraakt door het succes van low-budget horrorfilms zoals The Texas Chain Saw Massacre en Halloween en begonnen met het doornemen van horrorverhalen. Weinstein herinnerde zich een verhaal over de legende van Cropsy en vertelde deze aan Michael Cohl, die het geweldig vond. Omdat de film grotendeels buiten in de zomer moest afspelen werd de productie gehaast in gang gezet. Bob Weinstein speelde in op de wensen van de genreliefhebbers door iedere tien minuten een moord in beeld te brengen. De snoeischaar als moordwapen was een idee van regisseur Tony Maylam.

## Release
The Burning stond qua opbrengst vier weken in de top 50 met een omzet van $270,508. Deels was dat te verklaren door concurrentie van onder meer Happy Birthday to Me, Final Exam, The Fan, Graduation Day, Friday the 13th Part 2 en The Texas Chainsaw Massacre 2. Toch verkocht de film rond de wereld volgens Maylam goed en maakte ze geen verlies. De film was vooral populair in Japan, waar het in één week, in vier bioscopen, in totaal $283,477 binnenhaalde. Uiteindelijk werd er in Japan alleen een omzet gemaakt van rond de 1 miljoen dollar.

## Trivia
- Tom Savini sloeg een aanbod voor het maken van de special-effects van Friday the 13th Part 2 af om aan deze film te werken.[1]
- Om de POV shots van Cropsy wazig te maken werd er vaseline op de lens gesmeerd.
- Tom Savini was niet blij met het eindresultaat van het masker van Cropsy, wat het gevolg was van een vroege deadline waardoor Savini drie dagen had om het masker te maken.
- Regisseur Tony Maylam beweerde dat er zoveel stof in de mijn lag dat hij het weken na het filmen nog steeds ophoestte.